# 권영호 (축구 선수)
권영호(1992년 7월 31일 ~ )는 대한민국의 축구 선수이며 포지션은 수비수이다. 현재 K4리그 FC 충주에서 활약하고 있다.

## 클럽 경력
광주 FC의 유소년 팀인 금호고등학교를 졸업하여 명지대학교를 거쳐 광주에 입단하였다. 광주에서의 첫 시즌 리그 4경기에 출전하였다.
2016 시즌을 앞두고 고양 자이크로에 입단해 주전으로 뛰었으나, 1년만에 팀이 해체되면서 J3리그 후지에다 MYFC로 이적하였다.
2018년 대전 시티즌으로 이적하였다.
2019시즌 중 K4리그의 이천시민축구단에 입단했다.
2021시즌을 앞두고 충주시민축구단으로 이적했다.
2022시즌을 앞두고 K리그2의 안산 그리너스 FC로 이적했다.